# St. Anna (Bad Staffelstein)

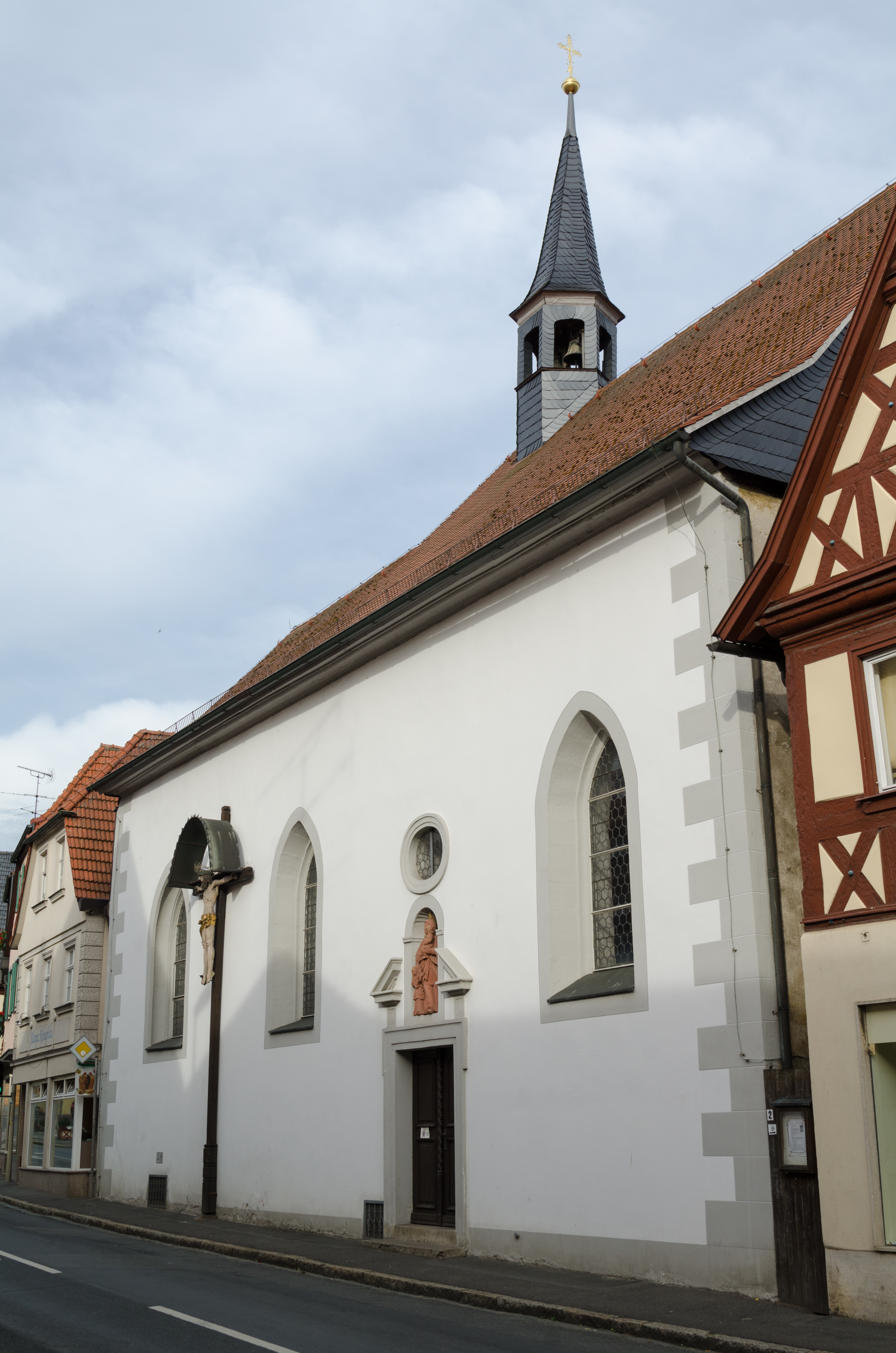
St. Anna (Bad Staffelstein)

Die römisch-katholische, denkmalgeschützte Kapelle St. Anna steht in der Bamberger Straße in Bad Staffelstein, einer Stadt im Landkreis Lichtenfels (Oberfranken, Bayern). Die Kapelle gehört zum Seelsorgebereich Gottesgarten im Dekanat Coburg des Erzbistums Bamberg.

## Beschreibung
Das Gotteshaus wurde 1456 erstmals urkundlich als Corporis-Christi-Kapelle erwähnt. Der Chor wurde vermutlich im mittleren 15. Jahrhundert errichtet. 1519 erhielt das Gotteshaus den Namen St.-Anna-Kapelle. Im Zuge der Reformation war die Kapelle ab den 1570er Jahren profaniert und wurde 1630 nach Wiederherstellung neu konsekriert.
Die traufständige Kapelle wurde 1684 mit Ausnahme des Chores durch den Stadtbrand zerstört und 1693/94 wieder aufgebaut. Sie besteht aus dem Langhaus und einem eingezogenen Chor im Osten, unter dem sich eine Gruft befindet. Aus dem Satteldach des Langhauses erhebt sich neben dem Chor ein sechseckiger, offener, schiefergedeckter Dachreiter mit einem Knickhelm, in dem die Kirchenglocke hängt. Das Portal an der Straße trägt einen Sprenggiebel, der eine Nische mit der Statue der Anna selbdritt umrahmt.
Der um 1760 entstandene Hochaltar ist wohl eine Arbeit des Bamberger Bildhauers Johann Adam Ströhr. Auf einem Steinstipes steht eine Glasvitrine mit der Holzfigur einer Maria im Kindbett, wohl aus dem späten 15. Jahrhundert.